# Geraldia paramonovi
Geraldia paramonovi är en tvåvingeart som beskrevs av Barraclough 1992. Geraldia paramonovi ingår i släktet Geraldia och familjen parasitflugor. Inga underarter finns listade i Catalogue of Life.